# Dina Maksutowa
Dina Maksutowa (* 7. Dezember 1969) ist eine ehemalige kirgisische Judoka, die bis 1991 für die Sowjetunion antrat.
Dina Maksutowa trat bis 1992 im Halbleichtgewicht bis 52 Kilogramm an. Danach kämpfte sie im Leichtgewicht bis 56 Kilogramm und am Ende ihrer Karriere rückte sie ins Halbmittelgewicht auf.
Bei den Europameisterschaften 1992 gewann Maksutowa, für die Gemeinschaft Unabhängiger Staaten antretend, zwei Kämpfe und verlor zwei Kämpfe, am Ende belegte sie den siebten Platz. Sie wurde auch in das Vereinte Team für die Olympischen Spiele 1992 in Barcelona berufen. Dort gewann sie ihren Erstrundenkampf gegen die Bulgarin Emilia Watschewa durch Ippon, im zweiten Kampf schied sie aus.
Nach dem Ende der Sowjetunion trat Dina Maksutowa für Kirgisistan an. Bei den Judo-Weltmeisterschaften 1995 schied sie im Leichtgewicht in der ersten Runde aus, 1997 im Halbmittelgewicht.